# Тибилов, Борис Григорьевич
Бори́с Григорьевич Ти́билов (азерб. Boris Tibilov; 2 декабря 1951, Баку) — азербайджанский футбольный тренер. Заслуженный тренер Азербайджана.

## Биография
Воспитанник бакинского «Нефтчи».
С 1992 года по 1993 год возглавлял клуб «Сахалин». Под руководством Тибилова «Сахалин» провёл более 50 матчей. Позже занимался тренерской деятельностью в Азербайджане. Одним из его воспитанников был Автандил Гаджиев. 
В 1999 году являлся главным тренером иранского клуба «Трактор Сази». В 2003 году возглавлял женский футбольный клуб «Руслан-93», который играл в Кубке «Дарья» по мини-футболу среди девушек до 17 лет.
В 2004 году Борис Тибилов стал первым тренером в истории женской юношеской сборной Азербайджана до 19 лет. Вместе с командой занял второе место на Кубке Роя в Латвии в 2004 году. В 2006 году на посту главного тренера сборной до 19 лет его сменил Шамиль Гейдаров.
До 2006 года Борис Тибилов был помощником тренера женской сборной Азербайджана. После отставки главного тренера национальной женской сборной Азербайджана Венеры Мурадовой в апреле 2006 года, Тибилов стал исполняющим обязанности главного тренера.
В июле 2007 года был назначен главным тренером женского клуба «Нефтчи» из Баку.В 2008 году покинул Нефтчи и стал детским тренером. 